# Marguerite Houston
Marguerite Houston, avstralska veslačica, * 11. julij 1981, Adelaide.